# New Year’s Day (singel U2)
New Year’s Day – trzecia piosenka na płycie oraz główny singel promujący album zespołu U2 z 1983 – War. Był pierwszym singlem w historii zespołu, który pojawił się w pierwszej dziesiątce na listach przebojów w Wielkiej Brytanii oraz dostał się do pierwszej setki Billboardu. W 2004 magazyn Rolling Stone umieścił utwór na 427. miejscu listy 500 najważniejszych piosenek wszech czasów.
Słowa utworu mają swój początek w miłosnej piosence Bono do swojej żony, ale zostały zmienione przez Bono po jego inspiracji ruchem „Solidarności” i po wprowadzeniu stanu wojennego w Polsce.